# Biagio Puccini
Biagio Puccini (Roma, 24 giugno 1675 – Roma, 27 dicembre 1721) è stato un pittore e incisore italiano.

## Biografia
Biagio Puccini nacque a Roma da Marco, originario di Casoli (Bagni di Lucca) (già Casoli in Val di Lima) in Toscana.
Si formò presso Antonio Gherardi, ma la sua arte fu influenzata da vari pittori della generazione precedente, quali Carlo Maratta, Giuseppe Ghezzi, Giovanni Lanfranco e Giacinto Brandi, nonché dalla sua visita alle Stanze di Raffaello.
Fu attivo a Roma e in vari centri del Lazio (in particolare, nella Tuscia), in Abruzzo, nelle Marche (specialmente a San Severino Marche), in Umbria e in Toscana (specialmente nella sua Casoli). A Roma lavorò in dieci chiese tra il 1697 e il 1720. Nel 1713 entrò a far parte della Congregazione dei Virtuosi al Pantheon. Caduto in disgrazia nel 1720, in mano ai creditori perse la sua bottega e morì in povertà.
Puccini esercitò in parallelo anche l'attività di mercante di quadri. Nel 1712 egli comprò da due mercanti una partita di 242 dipinti, che rivendette poi sul mercato artistico romano.

## Opere
A Roma:

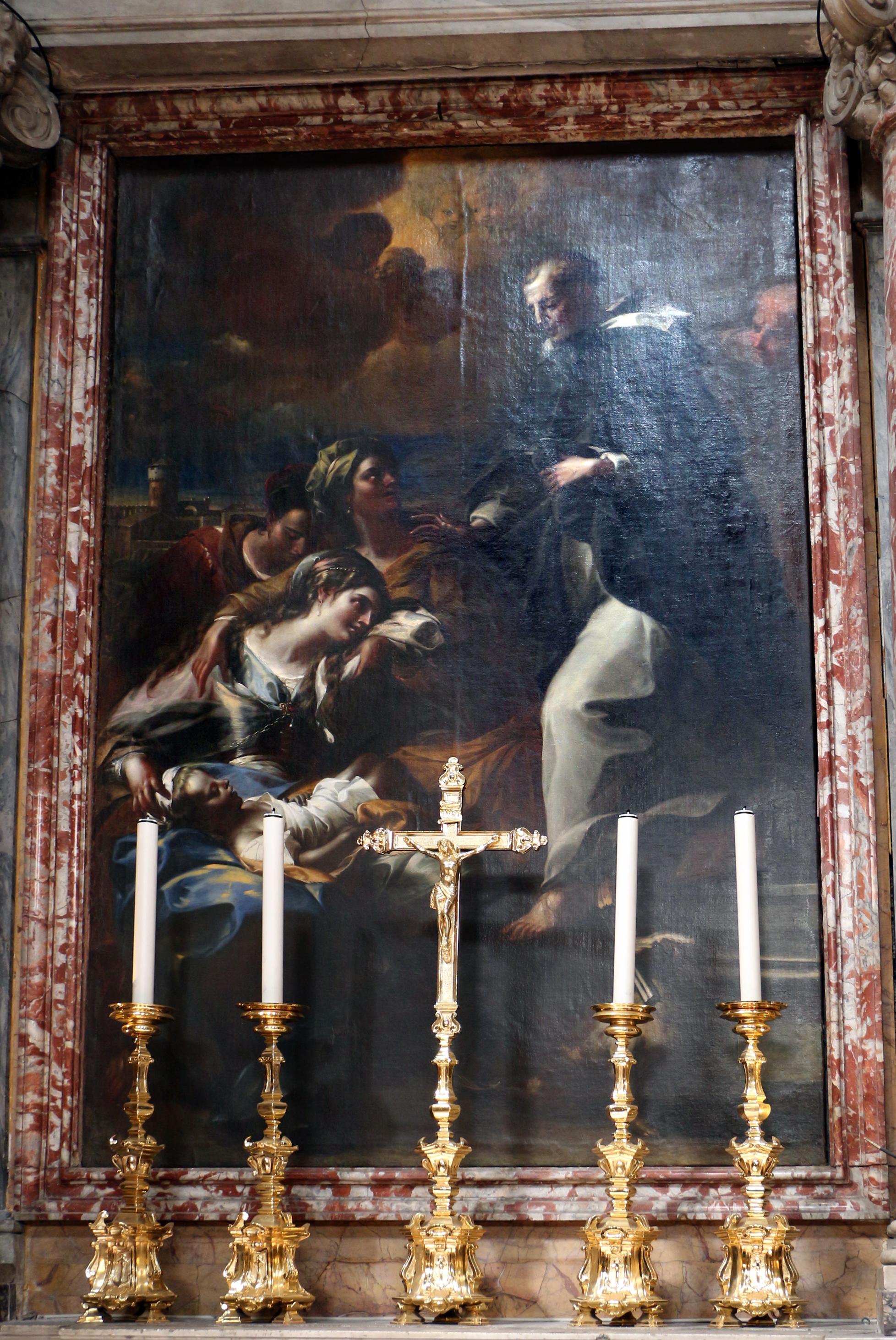
San Domenico resuscita un fanciullo, chiesa di Santa Caterina a Magnanapoli, Roma

- affresco della volta dell’altare di Sant'Andrea Corsini nella chiesa di Santa Maria in Transpontina del 1697
- affreschi nella chiesa di Santa Brigida con scene della vita della Santa e l'Estasi di Santa Brigida realizzati fra il 1700 e il 1705
- SS. Concezione nella chiesa di Santa Croce e San Bonaventura dei Lucchesi del 1701
- San Domenico resuscita un fanciullo nel terzo altare a destra nella chiesa di Santa Caterina a Magnanapoli del 1706
- San Giuliano l'Ospitaliere nella basilica di Sant'Eustachio (1707)
- gli ovati San Bonaventura, San Tommaso d'Aquino e il Martirio di Sant'Erasmo nelle tre testate delle navate e Madonna e Santa Chiara nella sagrestia nella chiesa di San Paolo alla Regola del 1708
- Madonna del Rosario, la Crocifissione e Il Martirio di Sant'Agata rispettivamente nella terza cappella a sinistra, nella terza a destra e nell'abside della chiesa di Sant'Agata in Trastevere nel 1713
- pala d'altare della sagrestia di Santa Maria dè Miracoli del 1717
- Papa Silverio nella chiesa di Santo Stefano degli Abissini
- l'Immacolata Concezione nella chiesa di San Bernardino in Panisperna del 1717
- affreschi raffiguranti i quattro Evangelisti nella chiesa di San Bernardino in Panisperna (1702 - 1709)
- Deposizione nella sagrestia della basilica di Santa Maria in Montesanto

Altre opere:
- Liberazione di San Pietro nella cappella di San Pietro della chiesa dell’Assunta a Varallo
- Madonna col Bambino e i Santi Andrea e Donato nella chiesa dei Santi Andrea e Donato a Casoli 1709
- Madonna del Rosario e pala con la Madonna dell'Umiltà nella chiesa di San Donato a Casoli
- Madonna del Rosario nella chiesa di San Nicola a Vallunga, frazione di Leonessa
- Madonna col Bambino in trono, San Pio V e San Francesco di Paola e Madonna col Bambino e Santi nella chiesa del Suffragio a Matelica
- Martirio di Sant'Adriano nella cattedrale di Santa Maria Assunta di Matelica (1715)
- Crocifissione (attribuito, collezione privata)
- Adorazione dei pastori (attribuito, collezione privata)
- La forgia di Vulcano (attribuito, collezione privata)
- Dio Padre (attribuito, collezione privata)